# 阿达来提·阿合买提江
阿达来提·阿合买提江（1946年—），维吾尔族，中华人民共和国政治人物、第十一届全国政协委员。
担任新疆医科大学第一附属医院口腔科博士生导师。2008年，当选第十一届全国政协委员，代表医药卫生界，分入第四十六组。